# Robert Cogniaux
Robert Cogniaux (Asse, 29 mei 1934) is een Belgisch voormalig boogschutter.

## Levensloop
Cogniaux behaalde met het Belgisch team (voorts bestaande uit Oscar Kessels en René Boussu) zilver op de wereldkampioenschappen van 1959 te Stockholm. Op de Europese kampioenschappen van 1970 te Hradec Králové behaalde hij met het Belgisch team (voorts bestaande uit René De Hondt en Armand de Preter) goud.
Daarnaast nam hij deel aan de Olympische Zomerspelen van 1972, 1976 en 1980. In 1972 behaalde hij aldaar een vierde plaats in de eindrangschikking. In 1976 werd hij 23e en in 1980 negende.